# Cyankalium
Cyankalium eller kaliumcyanid er en uorganisk forbindelse, et kaliumsalt med formlen KCN. Stoffet er meget giftigt, men lugtfrit inden hydrolyse (og dermed omdannelse til blåsyre, hydrogencyanid), hvorefter det lugter svagt af bitre mandler. Nogle mennesker har evnen til at mærke lugten, andre ikke. 
Cyankalium bruges inden for entomologi i indsamlingskrukker, og af guldsmede til forsølvning og forgyldning.
Under 2.verdenskrig blev det brugt til selvmord, i form af små piller, blandt andre af Göring, Joseph Goebbels, Himmler, Rommel, Eva Braun, samt Flammen og andre modstandsmænd. 
Den bosnisk-kroatiske krigsforbryder Slobodan Praljak drak af en lille flaske cyankalium efter sin domsafsigelse på 20 års fængsel for krigsforbrydelser i Haag og døde af forgiftningen.
Som gift er cyankalium hurtigvirkende.  Afhængig af dosen viser symptomerne sig efter 10-20 minutter. Blåsyre er egentlig en væske med kogepunkt på 26 °C, og bliver derfor til gas i vores mavesæk. Først efter nogle minutter omdannes cyankalium i maven, sådan at en forgiftning normalt kan standses, bare man kommer hurtigt til behandling. Blåsyren optages i blodet og binder sig til omkring 50 enzymer. Et af dem, cytokromoxydase, det sidste enzym i mitokondriernes respirationskæde, slås helt ud af blåsyre. Cyankalium lukker af for åndedrættet, og medfører en hurtig død. 